# SESN2
Сестрин-2, или SESN2, — регуляторный белок семейства сестринов, продукт гена SESN2. Идентифицирован в 2002 году как один из генов, активируемых в глиальных клетках в условиях гипоксии.

## Структура
Сестрин-2 является компактным глобулярным белком с преобладанием альфа-спиральных структур, состоит из 480 аминокислот.

## Функция
Сестрин-2 экспрессируется в ответ на гипоксию или оксидативный стресс. Повреждение ДНК также приводит к экспрессии белка, опосредованной фактором транскрипции p53. Сестрин-2 способен восстанавливать и регенерировать ферменты антиоксидантной защиты пероксиредоксины и функционирует как цистеинсулфинилредуктаза. 
Является активатором АМФ-активируемой протеинкиназы (AMPK) и ингибитором протеинкиназы TOR, так называемой «мишени рапамицина». Обе регулируемые протеинкиназы являются важными компонентами сигнального механизма, выполняющего функцию центрального регулятора процессов старения. 

Предполагается что Sestrin 2 наряду с активными формами кислорода (ROS) участвует в регуляции экспрессии разобщающего белка 1 (UCP1), подавляя вызванную ROS активацию p38 MAPK.

## См.также
- SESN1
- SESN3